# Paraeumigus ouchedenensis
Paraeumigus ouchedenensis is een rechtvleugelig insect uit de familie Pamphagidae. De wetenschappelijke naam van deze soort is voor het eerst geldig gepubliceerd in 1934 door Werner.